# 국도 제91호선 (베트남)

국도 제91호선(베트남어: Quốc lộ 91, National Route 91)은 베트남 메콩강 삼각주를 이어주는 일반 국도로, 껀터에서 쩌우독까지 이어주며, 이 도로가 다시 캄보디아의 국경까지 이어주는 도로망으로 알려져 왔다. 그러나 이 도로가 캄보디아 2번 국도를 통해 프놈펜까지 연결되기도 한다. 다만 껀터에서는 국도 제1A호선과도 연결되어 있는 것으로 드러나고 있는 것 외에도, 하우강을 건너기도 하는 특색을 두고 있다.